# 고양대로
고양대로(Goyang-daero)는 경기도 고양시 일산서구 법곳동 일산대교와 덕양구 동산동 동산삼거리를 잇는 경기도의 도로이다. 고양시의 대표적인 도로이다.

## 주요 경유지
경기도
- 고양시 일산서구 (법곳동 · 대화동 · 일산동) - 일산동구 (중산동 · 풍동 · 식사동 · 풍동 · 식사동) - 덕양구 (주교동 · 성사동 · 원흥동 · 삼송동 · 동산동)

## 노선
| 이름                       | 접속 노선                                                    | 소재지                    | 소재지                    | 비고                                               |
| 송포 ~ 인천간 도로와 직결  | 송포 ~ 인천간 도로와 직결                                    | 송포 ~ 인천간 도로와 직결 | 송포 ~ 인천간 도로와 직결 | 송포 ~ 인천간 도로와 직결                          |
| -------------------------- | ------------------------------------------------------------ | ------------------------- | ------------------------- | -------------------------------------------------- |
| 일산대교                   |                                                              | 고양시                    | 일산서구                  | 국가지원지방도 제98호선 구간                       |
| 이산포 나들목              | 국도 제77호선 (자유로)                                       | 고양시                    | 일산서구                  | 국가지원지방도 제98호선 구간                       |
| 법곳교                     | 멱절길 이산포길                                              | 고양시                    | 일산서구                  | 국가지원지방도 제98호선 구간                       |
| 법곳 나들목                | 지방도 제357호선 (제2자유로)                                 | 고양시                    | 일산서구                  | 국가지원지방도 제98호선 구간                       |
| 대화마을입구삼거리         | 송포로                                                       | 고양시                    | 일산서구                  | 국가지원지방도 제98호선 구간                       |
| 한국건설기술연구원         | 한류월드로                                                   | 고양시                    | 일산서구                  | 국가지원지방도 제98호선 구간                       |
| 고양체육관사거리           | 호수로                                                       | 고양시                    | 일산서구                  | 국가지원지방도 제98호선 구간                       |
| 고양종합운동장사거리       | 고양시도 74호선 (중앙로)                                     | 고양시                    | 일산서구                  | 국가지원지방도 제98호선 구간                       |
| 농수산물종합유통센터사거리 | 대산로                                                       | 고양시                    | 일산서구                  | 국가지원지방도 제98호선 구간                       |
| 대화교삼거리               | 탄중로                                                       | 고양시                    | 일산서구                  | 국가지원지방도 제98호선 구간                       |
| 일산지하차도사거리         | 지방도 제356호선 지방도 제359호선 (경의로)                   | 고양시                    | 일산서구                  | 국가지원지방도 제98호선 구간 지방도 제356호선 구간 |
| 일산지하차도               | 지방도 제356호선 (원일로) 일현로                             | 고양시                    | 일산서구                  | 국가지원지방도 제98호선 구간 지방도 제356호선 구간 |
| 한뫼초교사거리             | 고양대로632번길                                              | 고양시                    | 일산서구                  | 국가지원지방도 제98호선 구간                       |
| (일산시장)                 | 일청로                                                       | 고양시                    | 일산서구                  | 국가지원지방도 제98호선 구간                       |
| 산들5단지사거리            | 일중로                                                       | 고양시                    | 일산서구                  | 국가지원지방도 제98호선 구간                       |
| 산들마을사거리             | 국가지원지방도 제98호선 지방도 제356호선 (고봉로)            | 고양시                    | 일산서구                  | 국가지원지방도 제98호선 구간                       |
| 산들마을사거리             | 국가지원지방도 제98호선 지방도 제356호선 (고봉로)            | 고양시                    | 일산서구                  | 지방도 제356호선 구간                              |
| 일산복음병원삼거리         | 고봉로278번길                                                | 고양시                    | 일산동구                  |                                                    |
| (하늘빌딩)                 | 중산로                                                       | 고양시                    | 일산동구                  |                                                    |
| (안곡중고교사거리)         | 고양시도 58호선 (성석로) 하늘마을1로 소개울길                | 고양시                    | 일산동구                  |                                                    |
| 약산마을앞 교차로          | 약산길                                                       | 고양시                    | 일산동구                  |                                                    |
| 풍동 애니골                | 고양시도 58호선 (애니골길)                                   | 고양시                    | 일산동구                  |                                                    |
| (일산충전소)               | 고양시도 83호선 (무궁화로)                                   | 고양시                    | 일산동구                  |                                                    |
| 동국대병원사거리           | 고양시도 78호선 (고일로) 위시티로                            | 고양시                    | 일산동구                  |                                                    |
| 고양공단사거리             | 은행마을로 고양대로1037번길                                  | 고양시                    | 일산동구                  |                                                    |
| 식사교                     |                                                              | 고양시                    | 일산동구                  |                                                    |
| 식사 교차로                | 고양시도 62호선 (백마로) 고양시도 81호선 (식사로)            | 고양시                    | 일산동구                  |                                                    |
| 원당중학교앞 교차로        | 고양시도 94호선 (마상로)                                     | 고양시                    | 덕양구                    |                                                    |
| 고양 나들목                | 100호선 수도권제1순환고속도로                                | 고양시                    | 덕양구                    |                                                    |
| 양조장사거리               | 대주로 원당로33번길                                          | 고양시                    | 덕양구                    |                                                    |
| 주교사거리                 | 원당로                                                       | 고양시                    | 덕양구                    | 원당지하차도 지방도 제356호선 구간                 |
| 성사동사거리               | 국도 제39호선 (호국로)                                       | 고양시                    | 덕양구                    | 원당지하차도 지방도 제356호선 구간                 |
| 어울림마을아파트 교차로    | 고양대로1384번길 호국로790번길                               | 고양시                    | 덕양구                    | 원당지하차도 지방도 제356호선 구간                 |
| 원당역앞 교차로            | 충장로                                                       | 고양시                    | 덕양구                    | 지방도 제356호선 구간                              |
| 성사 나들목 (성라교)       | 지방도 제363호선 (서오릉로)                                  | 고양시                    | 덕양구                    | 지방도 제356, 363호선 구간                         |
| 성산교                     | 흥도로                                                       | 고양시                    | 덕양구                    | 지방도 제356, 363호선 구간                         |
| 한양골프장앞 교차로        | 고양대로1643번길                                             | 고양시                    | 덕양구                    | 지방도 제356, 363호선 구간                         |
| 가시골입구 교차로          | 원흥1로                                                      | 고양시                    | 덕양구                    | 지방도 제356, 363호선 구간                         |
| 원흥지하차도               | 지방도 제356호선 지방도 제363호선 고양시도 79호선 (권율대로) | 고양시                    | 덕양구                    | 지방도 제356, 363호선 구간                         |
| (덕수공원)                 | 덕수천1로 삼원로                                             | 고양시                    | 덕양구                    | 고양시도 61호선 구간                               |
| 삼송교                     |                                                              | 고양시                    | 덕양구                    | 고양시도 61호선 구간                               |
| 창릉동사거리               | 고양시도 60호선 (화랑로) 동세로                              | 고양시                    | 덕양구                    | 고양시도 61호선 구간                               |
| (이름 없음)                | 세솔로                                                       | 고양시                    | 덕양구                    | 고양시도 61호선 구간                               |
| 신성마을앞 교차로          | 고양대로1954번길                                             | 고양시                    | 덕양구                    | 고양시도 61호선 구간                               |
| 용사촌앞 교차로            | 동송로 고양대로1978번길                                      | 고양시                    | 덕양구                    | 고양시도 61호선 구간                               |
| 동산삼거리                 | 국도 제1호선 (통일로) 동축로                                 | 고양시                    | 덕양구                    | 고양시도 61호선 구간                               |

## 주요 건물 및 시설
- 한국건설기술연구원 (경기도 고양시 일산서구 고양대로 283)
- 한국시설안전공단 일산청사 (경기도 고양시 일산서구 고양대로 315)
- 대화중학교 (경기도 고양시 일산서구 고양대로 348)
- 일산예비군훈련장 (경기도 고양시 일산서구 고양대로 429)
- 한뫼초등학교 (경기도 고양시 일산서구 고양대로 629)
- 월드메르디앙 (경기도 고양시 일산서구 고양대로 648)
- 일산종합사회복지관 (경기도 고양시 일산서구 고양대로 654)
- 일산복음병원 (경기도 고양시 일산동구 고양대로 760)
- 고양소방서 (경기도 고양시 덕양구 고양대로 1342)
- 성사1동 행정복지센터 (경기도 고양시 덕양구 고양대로 1415)
- 원당역 (경기도 고양시 덕양구 고양대로 1429)
- 한양파인CC (경기도 고양시 덕양구 고양대로 1591)
- 삼송수질복원센터 (경기도 고양시 덕양구 고양대로 1804-30)
- 스타필드 고양 (경기도 고양시 덕양구 고양대로 1955)